# 在地領主
在地領主（ざいちりょうしゅ）とは、中世日本の荘園公領制の下、荘園・公領（国衙領）の在地（現地）において所領を実際に支配していた支配者層（領主、豪族、軍事貴族、武士）のこと。京都など都市部に拠点を有する皇室・公家・寺社などの都市領主（荘園領主や知行国主）などと対比される存在である。

## 概要
当時の記録では「根本領主」「開発領主」と呼ばれ、村落に宅（屋敷地）と呼ばれる居住空間とそれに付属する門田（かどた）・門畠（かどばた）と呼ばれる直営地を保有していた。在地領主は宅・門田畠からなる本宅（堀ノ内・土居）を構え、種子・農具などを保管する倉庫や、郎従・下人の小屋、馬屋、馬場、弓場、土塁などの施設を宅内に設けた。宅を囲う堀は防御とともに門田畠への灌漑機能も合わせて有し、荘園内において高い生産力を持つことが可能となった。在地領主は、このように農耕と軍事に必要な物資・施設を集積していた。
在地領主は都市領主から荘園・公領の現地管理や経営を委ねられる形で存在し、都市領主による一定の制約を受けたが、本宅の内側は家父長制的支配の及ぶ範囲であり、これを中核として強力な支配権の範囲を次第に外部に押し広げていった。在地領主は勧農・検注・夫役徴収などを行う他、検断や年貢公事の収取といった公権的権限をも獲得し、公領・荘園の下司・公文といった地位（所職）の形でその土地に対する権限と権利を相続継承する地域の実質的な支配者となって、鎌倉期の御家人、南北朝期以降は国人へと展開していった。

## 領主制論
武士による在地支配を基層とする社会の支配体制を在地領主制と呼称する。中世を貴族・寺社らが次第に没落し、武士が政治社会の実権を握っていく時代とする認識は古くから存在したが、戦後すぐに石母田正が『中世的世界の形成』を著し、武士が在地領主として在地を支配する在地領主制の形成過程において都市領主層による古代奴隷制社会が克服され中世封建制国家に移行したという考え方を打ち出した（石母田領主制論）。
この研究は日本史学に大きな影響力を与え、在地領主と武家政権（鎌倉幕府・室町幕府）成立史を結びつける研究や平安時代後期に始まり戦国時代に至る在地領主の形成と解体の過程を探る研究などが見られ、反対に石母田説への批判論（「非領主論説」＝在地領主を古代的存在である奴隷制支配者と捉える説や荘園領主の被官に過ぎないとする説）も含めた活発な議論が行われた。領主制論を引き継ぐにしても、荘園制や荘園領主を古代的な存在と見る点を批判して、それともども総体として封建領主階級を構成していたと捉えるようになる。
1970年代に入ると、在地領主の研究の進展に従い石母田の理論のみでは在地領主を十分には捉えきれないとする指摘が出されるようになった。例えば、農業経営から在地の商業流通への支配拡大や地縁的・血縁的結合の積み重ねにより広範の地域を束ねる上位の権力に結びついていく国人領主層と、反対に村落内部に留まって再生産されていく村落領主と称すべき土豪・名主層に分化していくことが明らかとなってきた。さらに、武士が必ずしも在地領主であったわけではない事例や、在地領主ではない在地居住の武士（「村の侍」）の存在、そして領主に支配される在地の民衆が必ずしも支配を甘受するだけの存在ではなく主体的・自律的性格を併せ持った存在であったことなども指摘されるようになった。
また、在地領主の支配の権限を職の体系と結びつける考え方、私的な「イエ」支配の延長線上に捉える考え方、地域の安全保障・公共機能の支配・維持者である「長老」としての役割を重視する考え方なども出されることとなった。石母田以来、武士が領主的な存在、古代奴隷制を克服し歴史を発展させた主体として重要視されるあまり、暴力装置であることを無視されているとする批判も出されるようになった。
石母田領主制論は現在ではそのまま通用するものではなくなったが、中世封建制社会研究の発展を大きく促した学説であり、また中世社会の解明のため在地領主制～国人領主制の研究は今日でも重要な意義を有している。